# Uwe Kaminsky
Uwe Kaminsky (* 21. Mai 1962) ist ein deutscher Historiker.

## Leben
Kaminsky war seit 1985 Freier Mitarbeiter an verschiedenen historischen Museen (u. a. Museum Altenessen, Rheinisches Industriemuseum). Von 1989 bis 1992 war er Mitarbeiter des Diakonischen Werkes der Evangelischen Kirche im Rheinland in Düsseldorf. Nach der Promotion 1993 an der Universität Duisburg-Essen war er von 1993 bis 1994 Angestellter des Theodor Fliedner Werks, Mülheim/Ruhr und von 1995 bis 2000 Leiter der Werkstatt der Erinnerung in der Forschungsstelle für Zeitgeschichte in Hamburg. Von 2000 bis 2002 war er Leiter des Projektes zur Erforschung der Zwangsarbeit in der Evangelischen Kirche im Rheinland, anschließend bis 2003 Wissenschaftlicher Angestellter an der Philipps-Universität Marburg im Fach Kirchengeschichte und von 2004 bis 2006 sowie 2016/17 Wissenschaftlicher Angestellter der Fliedner-Kulturstiftung in Düsseldorf. In den Jahren 2006 bis 2016 arbeitete er als Wissenschaftlicher Angestellter der Ruhr-Universität Bochum in der DFG-Forschergruppe „Transformation der Religion in der Moderne“ und in weiteren Projekten. Seit 2017 war er Wissenschaftlicher Angestellter der Ruhr-Universität Bochum im DFG-Forschungsprojekt „Patienten im Großbetrieb der Barmherzigkeit. Alltag in der Anstalt Bethel 1924–1949“. Seit 2021 ist er im Institut für Geschichte der Medizin und Ethik in der Medizin der Charité im Rahmen von zwei Projekten tätig: „Hirnforschung an Instituten der Kaiser-Wilhelm-Gesellschaft im Kontext nationalsozialistischer Unrechtstaten“ und „Arzneimittelforschung, Fa. Merck“.
Seine Forschungsschwerpunkte sind Geschichte der Eugenik und der NS-Krankenmorde, Geschichte der Diakonie und der Heimerziehung in Deutschland.

## Schriften (Auswahl)
- Zwangssterilisation und „Euthanasie“ im Rheinland. Evangelische Erziehungsanstalten sowie Heil- und Pflegeanstalten 1933–1945 (= Schriftenreihe des Vereins für Rheinische Kirchengeschichte. 116). Habelt, Bonn 1995, ISBN 3-7927-1521-X (Zugleich: Essen, Universität, Dissertation, 1994, überarbeitet und um den Dokumentenanhang erweiterte Fassung).
- mit Bernhard Frings: Gehorsam – Ordnung – Religion. Konfessionelle Heimerziehung 1945–1975. Aschendorff, Münster 2012, ISBN 978-3-402-12912-8.
- Über Leben in der christlichen Kolonie. Das Diakonissen-Mutterhaus Rotenburg, die Rotenburger Anstalten der Inneren Mission und die Rolle ihrer Vorsteher 1905–1955. Edition Falkenberg, Bremen u. a. 2016, ISBN 978-3-95494-111-7.
- mit Thomas Roth: Verwaltungsdienst, Gesellschaftspolitik und Vergangenheitsbewältigung nach 1945. Udo Klausa, Direktor des Landschaftsverbandes Rheinland (1954–1975) (= Rheinprovinz. 24). Berlin 2016, ISBN 978-3-86331-310-4.
- als Herausgeber mit Norbert Friedrich: Im Mittelpunkt steht der Mensch. Zur Entwicklung psychiatrischer und psychotherapeutischer Versorgung in der Kaiserswerther Diakonie. K-West Verlag GmbH, Essen 2022, ISBN 978-3-948365-18-9.